# Kadjinolle Sagheur
Pour les articles homonymes, voir Kadjinolle.
Kadjinolle Sagheur est un village du Sénégal situé en Basse-Casamance. Il fait partie de la communauté rurale de Mlomp, dans l'arrondissement de Loudia Ouoloff, le département d'Oussouye et la région de Ziguinchor.
Lors du dernier recensement (2002), le village comptait 129 habitants et 18 ménages.